# Pankow E.P.
Pankow E.P. è il primo EP in studio dei Pankow, prodotto nel 1984 dalla fiorentina KinderGarten Records.

## Tracce
Lato A
1. God's Deneuve
2. Cross In My Heart

Lato B
1. Das Wodkachaos
2. English Waitresses